# Seznam řek v Německu

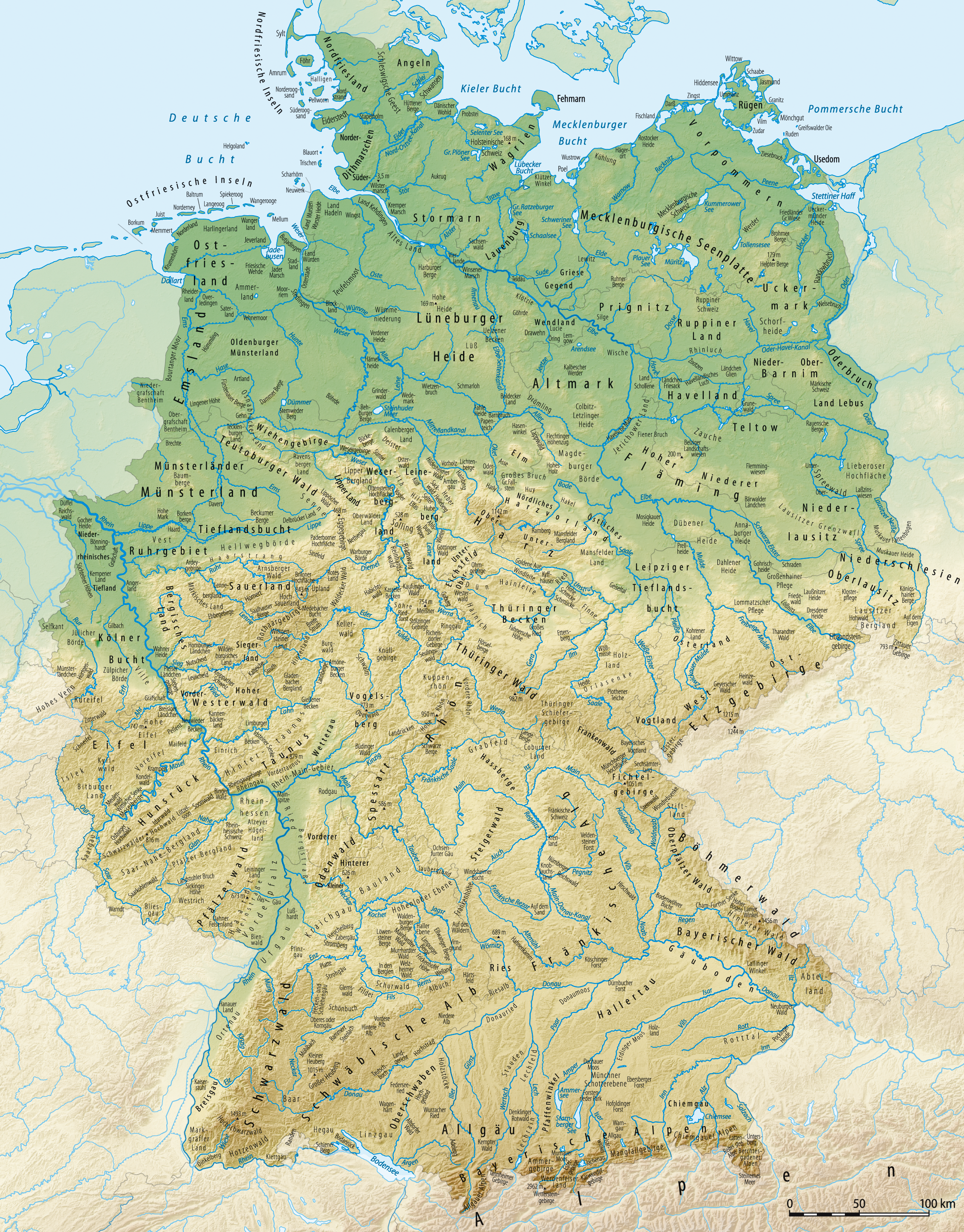
Mapa Německa

Nejdelší řeky v Německu. Tabulka obsahuje řeky, které mají na území Německa délku 200 km a více.

## Tabulka řek
| Poř. | Řeka          | německy      | Délka v Německu (km) | Povodí (km²) | Ústí do      | Ústí kde                          | Geodata (OSM) |
| ---- | ------------- | ------------ | -------------------- | ------------ | ------------ | --------------------------------- | ------------- |
| 1.   | Rýn           | Rhein        | 865                  | 198 735      | Severní moře | Rotterdam (Nizozemsko)            | OSM, WMF      |
| 2.   | Labe          | Elbe         | 727                  | 148 268      | Severní moře | Cuxhaven                          | OSM, WMF      |
| 3.   | Dunaj         | Donau        | 647                  | 795 686      | Černé moře   | Delta Dunaje (Rumunsko, Ukrajina) | OSM, WMF      |
| 4.   | Mohan         | Main         | 524                  | 27 292       | Rýn          | Mohuč                             | OSM, WMF      |
| 5.   | Vezera        | Weser        | 452                  | 41 094       | Severní moře | Bremerhaven                       | OSM, WMF      |
| 6.   | Sála          | Saale        | 413                  | 24 100       | Labe         | Barby                             | OSM, WMF      |
| 7.   | Spréva        | Spree        | 382                  | 9 793        | Havola       | Berlín                            | OSM, WMF      |
| 8.   | Emže          | Ems          | 371                  | 17 934       | Severní moře | Emden                             | OSM, WMF      |
| 9.   | Neckar        | Neckar       | 367                  | 14 000       | Rýn          | Mannheim                          | OSM, WMF      |
| 10.  | Havola        | Havel        | 325                  | 24 096       | Labe         | Havelberg                         | OSM, WMF      |
| 11.  | Werra         | Werra        | 292                  | 5 496        | Vezera       | Hann. Münden                      | OSM, WMF      |
| 12.  | Leine         | Leine        | 281                  | 6 512        | Aller        | Schwarmstedt                      | OSM, WMF      |
| 13.  | Isar          | Isar         | 263                  | 8 370        | Dunaj        | Deggendorf                        | OSM, WMF      |
| 14.  | Lippe         | Lippe        | 255                  | 4 882        | Rýn          | Wesel                             | OSM, WMF      |
| 15.  | Bílý Halštrov | Weiße Elster | 247                  | 5 154        | Sála         | Halle                             | OSM, WMF      |
| 16.  | Lahn          | Lahn         | 242                  | 15 964       | Rýn          | Lahnstein                         | OSM, WMF      |
| 17.  | Mosela        | Mosel        | 242                  | 28 286       | Rýn          | Koblenz                           | OSM, WMF      |
| 18.  | Altmühl       | Altmühl      | 227                  | 3 258        | Dunaj        | Kelheim                           | OSM, WMF      |
| 19.  | Elde          | Elde         | 220                  | 2 990        | Labe         | Lenzen                            | OSM, WMF      |
| 20.  | Fulda         | Fulda        | 218                  | 6 947        | Vezera       | Hann. Münden                      | OSM, WMF      |
| 21.  | Inn           | Inn          | 218                  | 25 700       | Dunaj        | Pasov                             | OSM, WMF      |
| 22.  | Rúr           | Ruhr         | 217                  | 4 485        | Rýn          | Duisburg                          | OSM, WMF      |
| 23.  | Aller         | Aller        | 211                  | 15 744       | Vezera       | Verden                            | OSM, WMF      |
| 24.  | Jagst         | Jagst        | 203                  | 1 836        | Neckar       | Bad Friedrichshall                | OSM, WMF      |